# Dell
Dell (NASDAQ: DELL) es una compañía multinacional estadounidense establecida en Round Rock (Texas), la cual desarrolla, fabrica, vende y da soporte a ordenadores personales, servidores, switches de red, programas informáticos, periféricos y otros productos relacionados con la tecnología. Fundada en 1984 por Michael Dell, en cuatro años logró aumentar su capitalización en el mercado, pasando de US$1,000 en 1984 a US$85 millones en 1988.
La corporación creció durante los 80 y los 90 para convertirse durante varios años en el vendedor de PC y servidores más grande del mundo. En 2008 ocupó el segundo lugar. En 2008 tenía 95.000 empleados en todo el mundo.  En 2005, la revista Fortune consideró a Dell como la primera empresa más grande del mundo en la lista Fortune 500 y octava en su lista "Top 25" de las compañías más admiradas en Estados Unidos. En 2007 Dell se ubicó en las posiciones 34 y 8 respectivamente en las listas equivalentes para ese año. Una publicación de 2006 identificó a Dell como una de las 38 compañías de alto rendimiento en el S&P 500 que ha tenido éxito sobre el mercado en los últimos 15 años.
Dell ha comercializado productos con énfasis en la personalización, bajos stocks de inventarios y una logística potente y ágil. Pero con crecimientos planos en los años recientes en el mercado de PC y con pasos dubitativos en el mercado de los teléfonos inteligentes y tablets, Dell ha perdido su posición de liderazgo. Sin haberse hecho un hueco entre los fabricantes de estos dispositivos.
En el 2006, Dell compró al fabricante Alienware. El plan de Dell Inc. para Alienware consistía en continuar sus operaciones bajo su administración actual. Esta empresa esperaba beneficiarse del eficiente sistema de manufactura de Dell. Dell adicionalmente afronta varios retos desde que dejó de cotizar en bolsa en 2013 y pasó a ser una compañía privada.
En 2016 Dell completa la adquisición de EMC para crear Dell Technologies, la fusión entre Dell (fabrica y vende computadoras y servidores) y EMC (principalmente data center) dio origen a la mayor compañía tecnológica del mundo de capital privado, con un negocio de US$74,000 millones, unas 20 mil patentes a nivel global y US$ 80.000.00 millones en ingresos. En todo el mundo tiene 140 mil empleados.

## Historia

### Desde 1984 hasta 2000

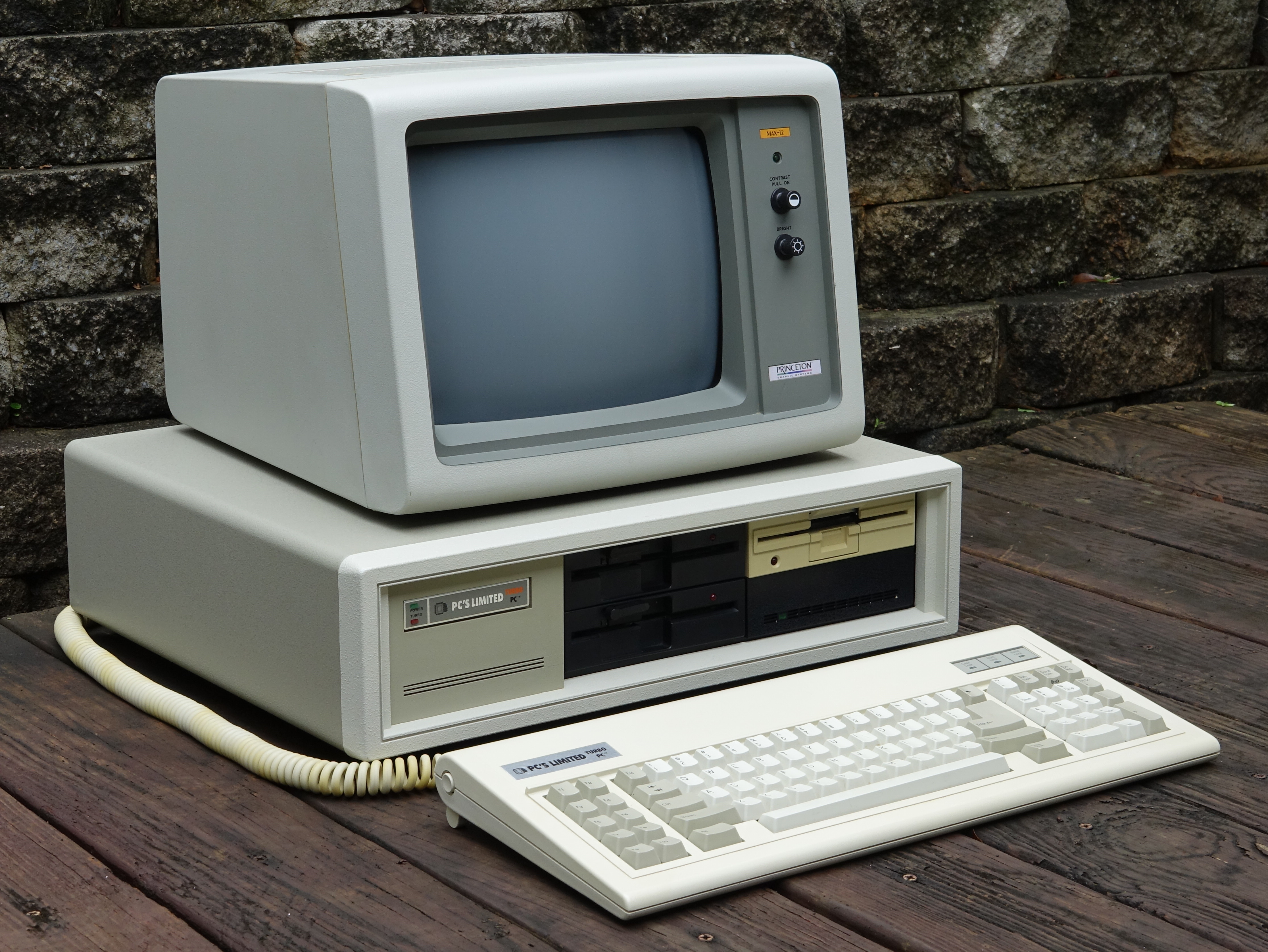
Dell PC's Limited Turbo de 1985

Michael Dell comenzó el negocio con la convicción de que mediante la venta de ordenadores personales directamente a los clientes, PC Limited podría entender mejor las necesidades de los clientes. Dell abandonó la universidad para dedicarse a tiempo completo a su incipiente negocio, tras obtener una ampliación de capital de US$300,000 de su familia 
En 1985, la compañía produjo la primera computadora con su propio diseño —el "Turbo PC"— que contenía un procesador Intel 8098 con una velocidad de 8 MHz. PC Limited publicitó los equipos en revistas de informática de circulación nacional para venta directa a los clientes y ensamblaje personalizado en cada unidad ordenada, de acuerdo con una primera en lograr el éxito. La compañía obtuvo 73 millones de dólares en su primer año.
La empresa cambió su nombre a "Dell Computer Corporation" en 1988. Al año siguiente, diseñó su primer programa de servicios in situ para compensar la falta de minoristas locales preparados para actuar como centros de servicios. Ya en 1987, la compañía había establecido sus primeras operaciones en el Reino Unido; otras 11 operaciones internacionales siguieron cuatro años más tarde. En junio de 1988, la capitalización del mercado de Dell creció entre 30 y 80 millones de dólares desde su oferta pública inicial de 3,5 millones de acciones a 8,5.
En 1991, Dell trató de vender sus productos a través de almacenes y tiendas de computadoras, pero tuvo poco éxito y volvió a su más exitoso modelo de venta directa. En 1992, la revista Fortune incluía Dell Computer Corporation en una lista de las 500 compañías más grandes del mundo. En 1996, Dell comenzó a vender computadoras a través de su sitio web. 
En 1999, Dell superó a Compaq al convertirse en el mayor vendedor de ordenadores personales en los Estados Unidos con ganancias de 25 millones de dólares declaradas en enero de 2000.

### SigloXXI

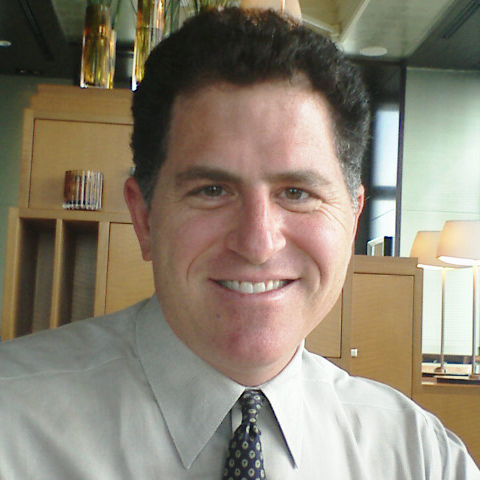
Michael Dell en 2006.

En 2002 Dell intentó expandirse en los mercados de entretenimiento doméstico y multimedia con la introducción de televisores, computadoras de bolsillo y reproductores digitales de audio. También produjo sus propias impresoras para uso en el hogar y pequeñas empresas.
En 2003, en la reunión anual de la compañía, los accionistas aprobaron el cambio de la compañía a "Dell Inc." para reconocer la extensión de la compañía más allá de los ordenadores. En 2004, la compañía anunció que construiría una nueva planta de ensamblaje cerca a Winston-Salem (norte de California); la ciudad y el condado le otorgaron a Dell 37,2 millones de dólares en paquetes de incentivos; el estado proveyó aproximadamente 250 millones en incentivos y exención de impuestos. En julio, Michael Dell abandonó el cargo de director ejecutivo, aunque permaneció como presidente de la junta. Kevin Rollins, que había mantenido una serie de puestos ejecutivos en Dell, se convirtió en el nuevo director ejecutivo.
En 2005, la proporción de las ventas provenientes de mercados internacionales se incrementó, como lo reveló el departamento de prensa de la compañía para los dos primeros trimestres de su año fiscal 2005. En febrero de 2005 Dell apareció en el primer lugar de las "Compañías más admiradas", publicada por la revista Fortune. En noviembre de 2005, la revista Business Week publicó un artículo titulado "It's Bad to Worse at Dell" (Del mal a peor en Dell) acerca del déficit en ingresos y ventas, con un tercer semestre peor de lo previsto en lo que respecta a la ejecución financiera, un mal augurio para una empresa que habitualmente había subestimado sus ganancias.
Dell reconoció que los condensadores defectuosos en la placas bases de los OptiPlex GX270 y GX280 ya habían costado a la compañía 300 millones de dólares (La Capacitor plague afectó a numerosas compañías). El director ejecutivo, Kevin Rollins, atribuyó el mal desempeño al hecho de que Dell se centraba en ordenadores de gama baja.

#### Compra de Alienware
Cuando Dell adquirió Alienware a principios de 2006, algunos equipos de esta empresa tenían chips de AMD. El 17 de agosto de 2006 a través de un comunicado de prensa indicó que en septiembre de 2006 las computadoras de escritorio Dell Dimension tendría procesadores AMD y más adelante -en el mismo año- Dell sacaría un servidor con dos zócalos y de cuatro núcleos, que tendría un procesador AMD Opteron, cambiando así sus tradicionales procesadores Intel.
El 17 de agosto de 2006 el sitio web de noticias CNET.com citó al director ejecutivo de Dell Kevin Rollins, quien atribuyó el paso a procesadores AMD al beneficio del costo y a la tecnología AMD. El vicepresidente Sénior para actividades comerciales, Marty Seyer, declaró: "Dell's wider embrace of AMD processor-based offerings is a win for Dell, for the industry and most importantly for Dell customers".
El 23 de octubre de 2006, Dell anunció nuevos servidores basados en AMD, el PowerEdge 6950 y el PowerEdge SC1435, entrando así al mercado de los servidores basados en procesadores AMD.
El 1 de noviembre de 2006 la página web de Dell empieza a ofrecer computadoras portátiles con procesadores AMD: el Dell Inspiron 1501, con tres opciones diferentes; single-core MK-36, dual-core Turion X2 chips o Mobile Sempron.

#### Dell 2.0
En el 2007, tras dos años y medio, Kevin Rollins, director ejecutivo de la compañía desde 2004, renunció como director general y como director, por lo cual Michael Dell reanudó su antigua función como director ejecutivo. Inversores y accionistas habían pedido la renuncia por el escaso rendimiento de la compañía. Al mismo tiempo, la compañía anunció que, por cuarta vez en cinco trimestres, los ingresos no serían capaces de llegar a un consenso de las estimaciones de analistas.
Dell anunció una campaña de cambio llamada "Dell 2.0", que redujo el número de empleados y diversificó los productos de la empresa. Mientras era presidente de la junta después de renunciar a su puesto de CEO, Michael Dell todavía tuvo una participación significativa en la compañía durante los años de Rollins como CEO. Con el regreso de Michael Dell como director ejecutivo, la empresa vio cambios inmediatos en las operaciones, el éxodo de muchos vicepresidentes superiores y nuevo personal traído de fuera de la empresa.

#### Desde 2013
Después de varias semanas de rumores, Dell anunció en febrero de 2013 que había alcanzado un acuerdo de compra apalancada de US$24 400 millones, que habría eliminado sus acciones del NASDAQ y de la Bolsa de Hong Kong. Reuters informó que Michael Dell y Silver Lake Partners, con la ayuda de un préstamo de US$2,000 millones de Microsoft, adquirirían las acciones públicas. Se proyectó que la compra de US$24,400 millones sería la compra apalancada más grande respaldada por capital privado desde la crisis financiera de 2008. También es la compra de tecnología más grande de la historia.
En noviembre de 2015, Dell, junto con ARM Holdings, Cisco Systems, Intel, Microsoft y la Universidad de Princeton, fundaron OpenFog Consortium, para promover los intereses y el desarrollo de Fog computing.

## Modelo de negocio
Dell adoptó inicialmente un modelo de venta directa al cliente a través del teléfono e internet, evitando intermediarios y distribuidores. Este modelo fue la base de su éxito, pero otros fabricantes han ido mejorando su contacto directo con el cliente, ya fuera a través de Internet o incluso teléfono, lo que empezó a dejar de ser una ventaja competitiva. Dell ha hecho esfuerzos a través de adquisiciones de compañías de sistemas de almacenamiento, para reducir su dependencia de acuerdos con terceros para cubrir el portafolio. También ha adquirido compañías de servicios de TI para fortalecer sus servicios profesionales.
Las ventas se realizan por Internet o por teléfono; desde 2000 Dell tiene centros de atención en la India, cuando en Estados Unidos es de noche, las llamadas son automáticamente desviadas a ese país, según la empresa, esto es necesario para mantener un servicio de 24 horas; un documental de Discovery Channel revela como son capacitados los empleados indios para hablar con nombres y acento estadounidense. Recientemente la compañía ha añadido la clásica venta por canal a su modelo de negocio.
Dentro de su modelo de negocio también cabe destacar su política ambiental en lo que se refiere al reciclaje de productos, tanto para usuarios en hogares como para empresas, en el marco de su Responsabilidad Social Corporativa. La empresa ayuda a reciclar productos que van desde ordenadores de sobremesa (PC) y portátiles hasta cartuchos de tinta, baterías y accesorios.

## Productos

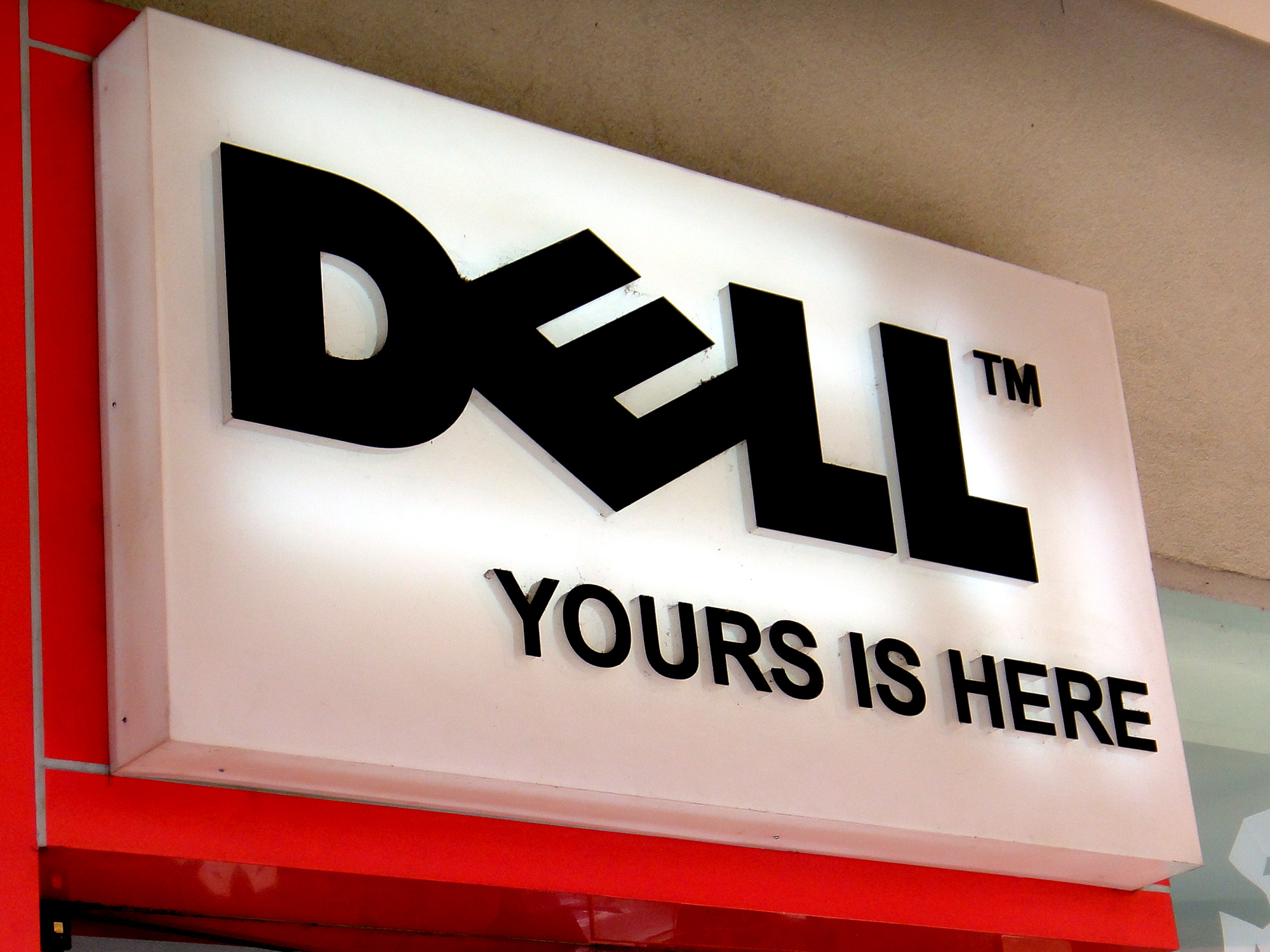
Lema de Dell 'Yours is Here', en el SM Mall of Asia de Filipinas.

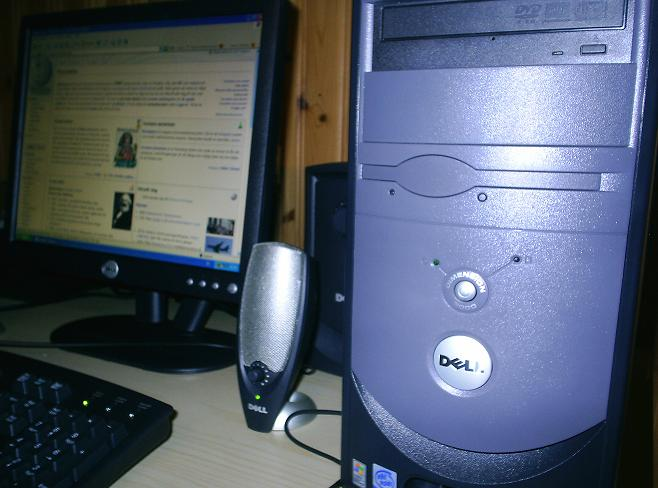
Minitorre Dell Dimension 3000

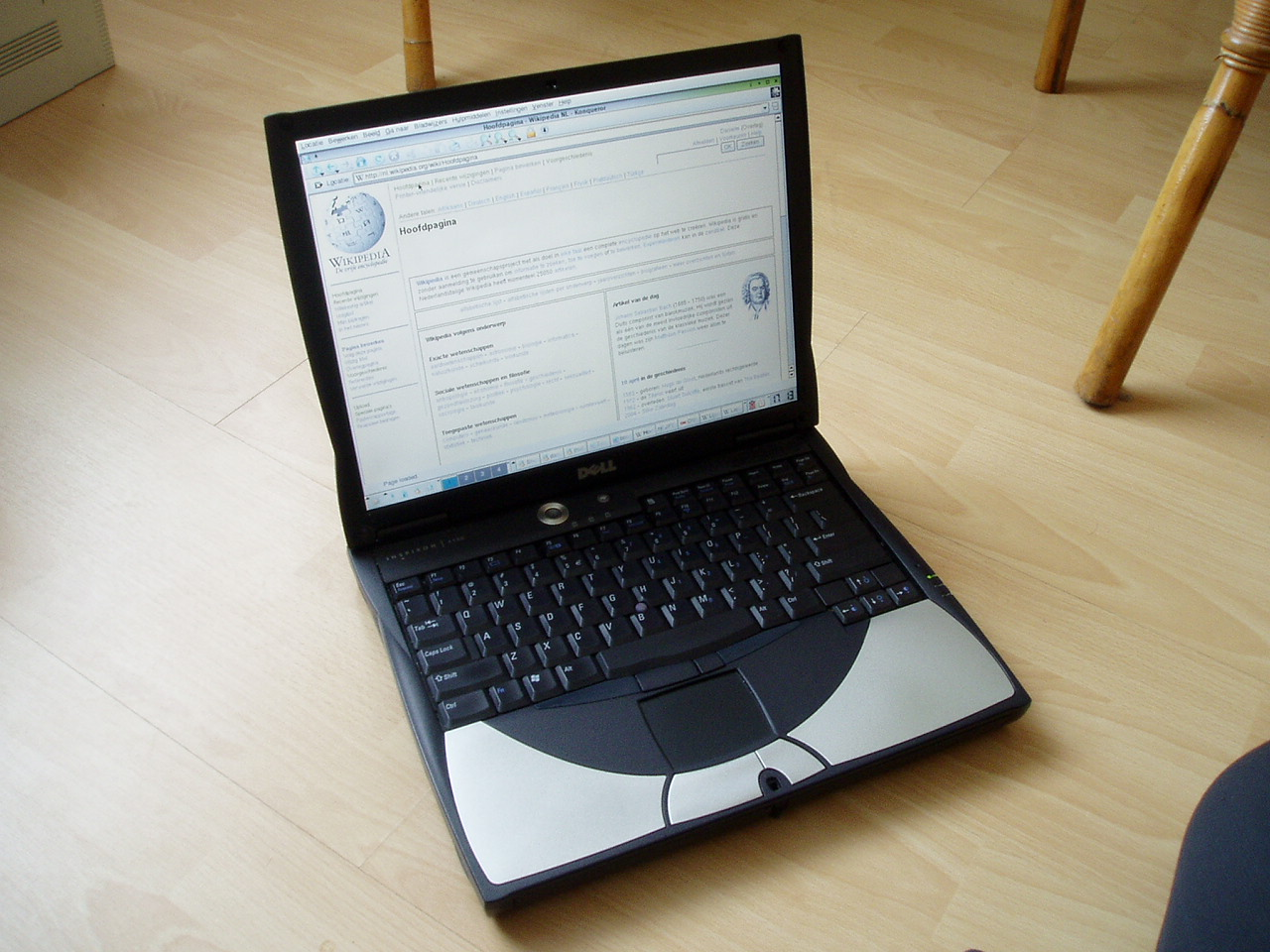
Portátil Dell Inspiron.

La empresa utiliza diferentes marcas en cada uno de los segmentos del mercado.
Para el segmento de Empresas/Instituciones son marcas donde la publicidad de la compañía hace hincapié en largos ciclos de vida , fiabilidad y facilidad de mantenimiento. Esas marcas incluyen:
- OptiPlex (Computadora de escritorio para la oficina, empresas corporativas, atención médica, gobierno y educación)
- Dimension (Computadora de escritorio para el hogar)
- Vostro (notebooks y equipos de escritorio para oficina y pequeño negocio)
- n Series (notebooks y equipos de escritorio con Linux o FreeDOS preinstalado)
- Latitude (notebooks para negocios)
- Precision (workstations y notebooks de alto rendimiento),[18]
- PowerEdge (Servidores para negocios)
- PowerVault (NAS y DAS)
- Force10 (switches)
- PowerConnect (switches)
- Dell Compellent (SANs)
- EqualLogic (clase empresarial iSCSI SANs)
- Dell EMR (registros médicos electrónicos)

Para el segmento de Hogar/Pequeño negocio/Trabajo en casa Dell hace hincapié en el valor, rendimiento y capacidad de expansión. Estas marcas incluyen:
- Inspiron (portátiles y sobremesas de una gama media)
- Studio (portátiles y sobremesas para el mercado de consumo)
- XPS (portátiles y sobremesas de gama alta)
- Alienware (sistemas de juego de alto rendimiento)
- Adamo (portátiles de gama alta; sustituidos por los XPS)
- Venue (Tabletas Android / Windows)

Dell comercializa equipos con Ubuntu preinstalado, tanto para Hogar como para empresas, en ciertos modelos Latitude, Precision y XPS, con modelos especialmente configurados para desarrolladores (los Developer Edition).
Los periféricos con marca Dell incluyen Pendrives, monitores y televisores LCD, impresoras, televisores de plasma y proyectores de televisión de alta definición. Dell UltraSharp es además una marca de monitores de gama alta.
El servicio y soporte de las marcas Dell incluyen en Estados Unidos la Dell Solution Station (servicios de soporte doméstico extendido, previamente Dell on Call), Dell Support Center (servicios de soporte extendido en el extranjero), Dell Business Support (un servicio de soporte comercial que proporciona un técnico de la industria con certificación con una menor cola de espera en llamadas que en las colas normales), Dell Everdream Desktop Management (gestión de escritorio remoto Software como servicio, originalmente una empresa SaaS fundada por el primo de Elon Musk, Lyndon Rive, que Dell compró en 2007), y Your Tech Team (un soporte con cola de espera disponible para los usuarios domésticos que han comprado sus sistemas, ya sea a través de la página web de Dell o mediante un centro de llamadas Dell). En el resto de países varía en función de la demanda y legislación.
Los productos y marcas descatalogadas incluyen:
- Dell Axim : PDAs Pocket PC; descatalogadas el 9 de abril de 2007[21]
- Dell Dimension : Computadora de escritorio para el hogar y pequeña oficina, descatalogadas en julio de 2007
- Dell Digital Jukebox : reproductor de MP3; descatalogado en agosto de 2006)
- Dell PowerApp : servidor de aplicaciones.

Además de esto la compañía proporciona diferentes niveles de servicio técnico, más allá de los establecidos por las leyes de los países que ha ido variando en el tiempo. Los niveles de mayor protección incluyen visita en el centro de trabajo de profesionales, con un límite para resolución de incidencias y retirada y entrega de equipos averiados. Puede incluir ampliaciones software y hardware de los equipos.

## Dell y Linux
La relación de Dell con Linux como sistema de escritorio ha ido cambiando con el tiempo y las presiones de Microsoft. Actualmente Dell mantiene en su web un subdominio para Linux llamado Linux Engineering donde da soporte para Red Hat, SUSE Linux y Ubuntu, y comercializa portátiles con este último preinstalado, todo un cambio respecto de las críticas recibidas cuando en 2000 para el por entonces usuario medio de Linux le era más barato comprar un equipo con Windows 98 e instalarlo por sí mismo.

### Primer intento en el 2000
En 1998, Ralph Nader incitó a Dell (y a otros 5 importantes fabricantes) a incluir alguna alternativa de sistema operativo diferente a Microsoft Windows, más específicamente Linux. para el cual había un claro crecimiento de interés. La compañía empezó ofreciendo computadoras portátiles con Linux cuyo precio no era superior a su equivalente con Windows 98 en el año 2000, y pronto se expandió hasta convertirse en el primer fabricante importante en ofrecer una línea de productos completa con Linux
Pero a principios de 2001 la compañía cerró su unidad de negocios de Linux.
Las razones para semejante rápido cambio de opinión son objeto de debate. Documentos de un juicio en un tribunal de Iowa acusan a Microsoft de coaccionar a los fabricantes de pcs para abandonar Linux. Microsoft describió su plan de retaliación y coerción para eliminar la competencia proveniente de Linux.

Estoy pensando en golpear a los fabricantes más duro en el pasado con acciones anti-Linux" y "trataré de restringir las entregas de código fuente siempre que sea posible y ser menos gentil en la interpretación de los acuerdos - de nuevo sin ser obvio al respecto" y continúa "esta será una delicada danza"
Joachim Kempin, ejecutivo de Microsoft

Mientras tanto, en una entrevista de 2003, Michael Dell negó que Microsoft hubiese presionado a Dell Inc. para que realizase un cambio de dirección respecto a Linux en sus computadoras de escritorio, citando la falta de ventas: "desafortunadamente el mercado de Linux en computadoras de escritorio no creció en volumen. Es más una oportunidad para los servidores", pero agregó: "Seguiremos ofreciendo Linux en las computadoras personales y no hay nada más que decir."
Sin embargo, un reporte de 2004 indicó que Dell no ofrecía más computadoras de escritorio con Linux preinstalado:

¿Así, que quiere decir «Linux instalado de fábrica»? Si quieres que Dell instale Linux para ti, primero agrega 119 dólares. Pero hay una parte molesta. No te enviaran una computadora con Linux preinstalado. Te venderán una computadora y las cajas de programa, y entonces concertarán una cita para que alguien vaya a tu casa o negocio y lo instale allí.
Pamela Jones

### Linux, desde el 2007
El 26 de febrero de 2007 Dell anunció que había comenzado un programa para vender y distribuir un rango de computadoras con Linux preinstalado como una alternativa a Microsoft Windows. La compañía indicó que SUSE (la distribución de Novell) sería incluida primero.
Sin embargo, el 27 de febrero de 2007 Dell dijo que su anterior anuncio estaba relacionado con la certificación de hardware listo para trabajar con Novell SUSE Linux y que (Dell) no tenía planes de vender sistemas con Linux preinstalado en el futuro próximo.
- El 28 de marzo de 2007, Dell anunció que comenzaría a enviar algunos equipos de sobremesa y portátiles con Linux preinstalado, aunque sin especificar la distribución de Linux o hardware que daría lugar.
- El 1 de mayo de 2007, Dell anunció que preinstalaría Ubuntu.
- El 24 de mayo de 2007, Dell comenzó a vender modelos con Ubuntu Linux 7.04 preinstalado: un ordenador portátil, un presupuesto de ordenador, y una alta gama de PC.
- El 27 de junio de 2007, Dell anunció en su blog Direct2Dell que tenía previsto ofrecer más precargados los sistemas (el nuevo Dell Inspiron equipos de sobremesa y portátiles). Después de la IdeaStorm sitio apoyó la ampliación de los paquetes más allá de los EE. UU. de mercado, Dell anunció más tarde más de comercialización internacional.
- El 7 de agosto de 2007, Dell anunció oficialmente que ofrecen un notebook y un escritorio en el Reino Unido, Francia y Alemania con Ubuntu preinstalado. En LinuxWorld 2007 Dell anunció planes para ofrecer Novell SUSE Linux Enterprise Desktop en modelos seleccionados en China, instalado de fábrica.
- El 30 de noviembre de 2007 Dell informó de la venta de 40.000 ordenadores con Ubuntu.
- El 24 de enero de 2008 de Dell en Alemania, España, Reino Unido y Francia lanzaron un segundo portátil, una XPS M1330 con Ubuntu 7.10, por 849 euros o £ 599 hacia arriba.
- El 22 de febrero de 2008 Dell anunció planes para vender Ubuntu en Canadá y en América Latina.[33]

Actualmente (2016) Ubuntu sigue siendo el Linux que equipa los equipos preinstalados tanto en la rama doméstica como de Desarrollo.

## Sistema operativo
Dell envía actualmente Windows 11 como sistema operativo de la opción para la mayoría de sus computadoras nuevas. Dell también comercializa ordenadores sin ningún software instalado previamente. Debido a los contratos que licencian con Microsoft, los clientes de Dell puede obtener tales sistemas solamente por requerimiento y Dell tiene que enviarlos con un disco de FreeDOS incluido en la caja y publicar un reembolso supuesto de Windows o un crédito de la mercancía después de la venta del sistema en el precio.